# Глория, Тодд
Тодд Рекс Глория (англ. Todd Rex Gloria; 10 мая 1978 года, Сан-Диего, Калифорния, США) — американский политик, занимающий пост 37-го мэра Сан-Диего с 2020 года. Как мэр, он является главой исполнительной власти города Сан-Диего. Член Демократической партии, он является первым цветным человеком и первым открытым геем, занявшим пост мэра Сан-Диего.
Глория был впервые избран на публичную должность, представляя 3-й округ городского совета Сан-Диего. С 2012 по 2014 год он был президентом совета, состоящего из девяти членов. В качестве президента совета Глория исполнял обязанности мэра Сан-Диего с момента отставки мэра Боба Филнера в августе 2013 года до инаугурации мэра Кевина Фолконера в марте 2014 года. Затем Глория был избран представлять 78-й избирательный округ Ассамблеи штата Калифорния, охватывающий значительную часть Сан-Диего. В Ассамблее он занимал должность организатора большинства. В декабре 2020 года он стал 37-м мэром Сан-Диего.

## Ранняя жизнь
Глория и его семья выросли в районе Клермонт в Сан-Диего, где он посещал начальную школу Хоторн. В 1989 году он стал финалистом программы «Мэр на день» мэра Сан-Диего Морин О'Коннор. Затем Глория поступил в старшую школу Джеймса Мэдисона в 1992 году и занимал руководящие должности, такие как командир батальона и командир бригады в рамках программы JROTC старшей школы Мэдисона и бригады SDUSD. Его отец работал контролером производства в компании General Atomics. Все четверо его бабушек и дедушек переехали в этот район из-за своей связи с армией. Глория имеет филиппинские, нидерландские, пуэрто-риканские и индейские корни. Он является членом племени тлинкитов индейских племен Тлинкит и Хайда Аляски. Глория завершил свое высшее образование в Университете Сан-Диего, где был президентом студенческого совета.

## Карьера
Конгрессвумен США Сьюзан Дэвис стала политическим наставником Глория, когда они встретились в 1993 году, когда Глория был на начальных годах старшей школы. Дэвис возглавляла программу стипендий Аарона Прайса, направленную на развитие лидерских качеств у старшеклассников и укрепление гражданского сознания. Глория посвятил большую часть своей карьеры служению обществу. Он начал работать в Агентстве здравоохранения и социальных служб округа Сан-Диего, а затем перешёл в офис Сьюзан Дэвис, став представителем сообщества. В 2002 году Глория занял должность окружного директора Дэвис и оставался на этом посту до своего избрания в городской совет в 2008 году. С 2005 по 2008 год он также был комиссаром по жилищному строительству Сан-Диего. Открытый гей, Глория ранее возглавлял Общественный центр ЛГБТ в Сан-Диего и активно участвовал в дискуссиях о влиянии проституции на город.
В 2012 году он был избран президентом городского совета Сан-Диего. Год спустя, после отставки Боба Филнера, он занял пост исполняющего обязанности мэра. За это время он завоевал популярность и доверие сообщества благодаря реализации революционного плана по борьбе с изменением климата, укреплению инфраструктуры и креативным решениям проблемы острой бездомности в Сан-Диего. После успеха на этом посту он был избран представителем 78-го округа Ассамблеи штата Калифорния и поднялся до должности организатора большинства. Он разработал законодательные инициативы для решения проблем Сан-Диего, таких как жильё и бездомность, насилие с применением огнестрельного оружия и глобальное потепление. Также он был заместителем председателя ЛГБТ-кокуса Законодательного собрания Калифорнии.

### Городской совет Сан-Диего

#### Выборы

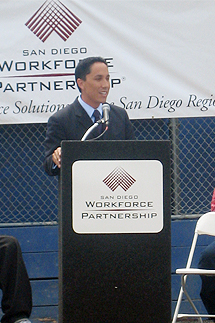
Член городского совета Тодд Глория выступает перед Трудовым партнёрством Сан-Диего, 2011 год

Глория баллотировался на место в городском совете Сан-Диего от 3-го округа, освободившееся после ухода Тони Аткинс с поста по истечении срока полномочий на выборах 2008 года. В первичных выборах в июне 2008 года он получила наибольшее число голосов, что привело к проведению второго тура выборов в ноябре против его коллеги-демократа Стивена Уитберна, бывшего журналиста, общественного активиста и союзника тогдашнего члена совета от 6-го округа Донны Фрай. Глория одержал победу над Уитберном, набрав 54,3% голосов.
На выборах 2012 года Глория был выдвинут на второй срок без оппонентов и переизбран на первичных выборах в июне. Во время его второго срока 3-й округ включал районы Бальбоа-парк, Бэнкерс-Хилл/Парк-Уэст, Даунтаун Сан-Диего, Голден-Хилл, Хиллкрест, Маленькая Италия, Мишн-Хиллз, Нормал-Хайтс, Норт-Парк, Олд-Таун и Юниверсити-Хайтс.

#### Пребывание на посту

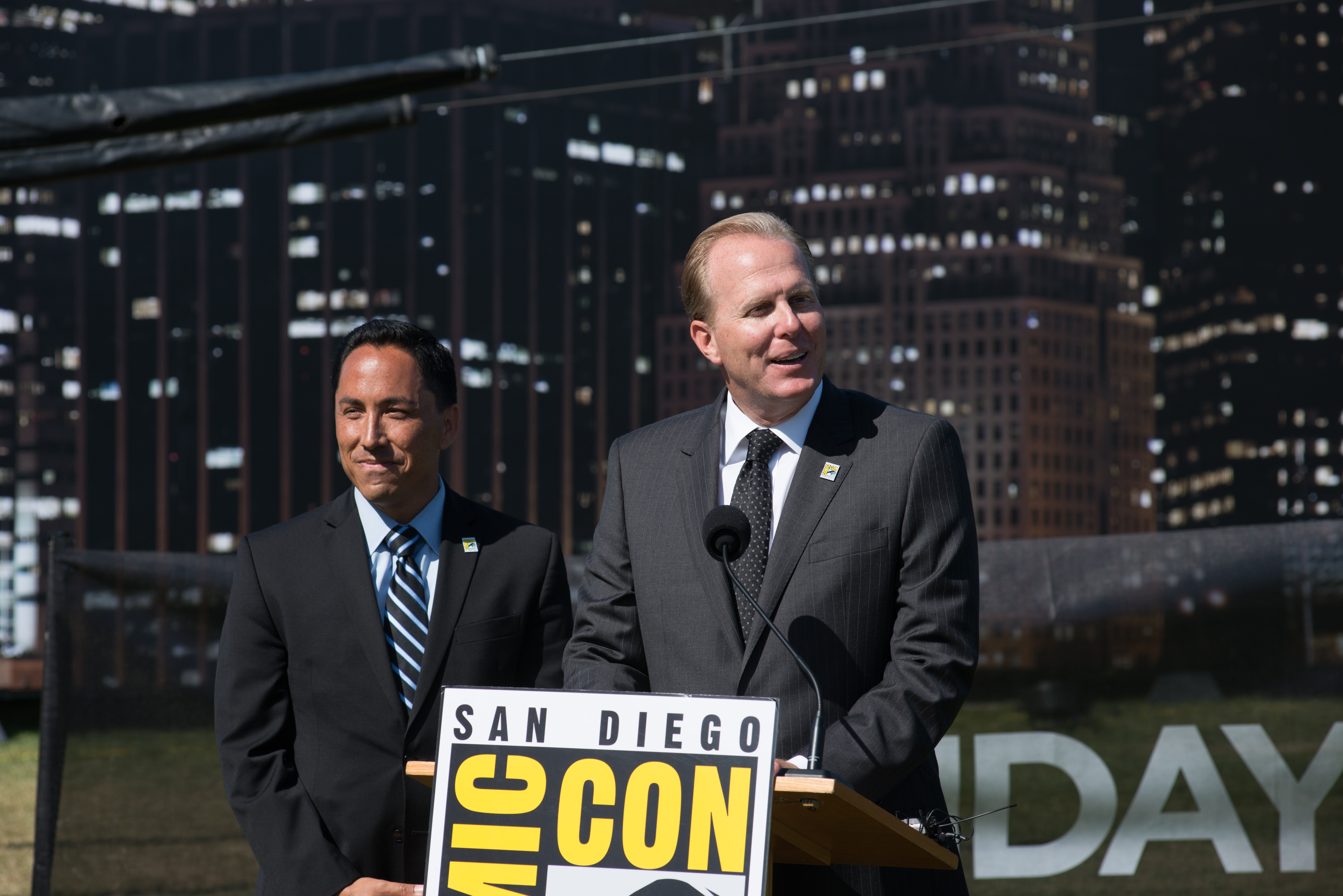
Глория и тогдашний мэр Сан-Диего Кевин Фолконер на мероприятии San Diego Comic-Con International, 2014 год

Глория занимал пост председателя Бюджетно-финансового комитета города с 2011 по 2016 год. Он представлял Сан-Диего в Совете Сан-Диего по вопросам общественного транспорта и в SANDAG, где возглавлял комитет по транспорту. В качестве члена Совета от третьего округа он также руководил слиянием нескольких организаций, занимающихся проблемами бездомности в Сан-Диего. Это было сделано с целью консолидации городских ресурсов для борьбы с бездомностью. В декабре 2012 года, на первом заседании после избрания новых членов, Глория был единогласно избран президентом Совета, сменив уходящего в отставку президента Тони Янга.
10 декабря 2014 года городской совет проголосовал 4 голосами против 5 за повторное назначение Глории на пост президента Совета на новый срок. При этом Шерри Лайтнер, демократ, присоединилась к четырём республиканцам в совете, чтобы отклонить эту меру. Затем совет проголосовал 7 голосами против 2 за назначение Лайтнер президентом Совета, при этом Глория и Дэвид Альварес были против.

#### Исполняющий обязанности мэра
После отставки мэра Боба Филнера 30 августа 2013 года Глория стал исполняющим обязанности мэра Сан-Диего с ограниченными полномочиями. Его новая временная роль привела к тому, что Сан-Диего стал вторым по величине городом в США после Хьюстона с открытым мэром-геем. Он занимал этот пост до 3 марта 2014 года, когда избранный мэр Кевин Фалконер был приведен к присяге. Находясь на посту, Глория оставался членом городского совета от 3-го округа и сохранил титул президента городского совета; однако обязанности президента городского совета временно исполняла Шерри Лайтнер. Глория считался возможным кандидатом на замену Филнеру, но решил не баллотироваться.
Будучи исполняющим обязанности мэра, Глория отменил несколько действий Филнера. Он приказал городской полиции и сотрудникам зонирования возобновить правоприменительные действия против медицинской марихуаны, повторно нанял лоббистские фирмы в Сакраменто и Вашингтоне, которые Филнер уволил, и распорядился сделать публичные записи более быстрыми и доступными для граждан.
Администрация Глория разработала и опубликовала проект плана действий по изменению климата в Сан-Диего.

### Ассамблея штата Калифорния

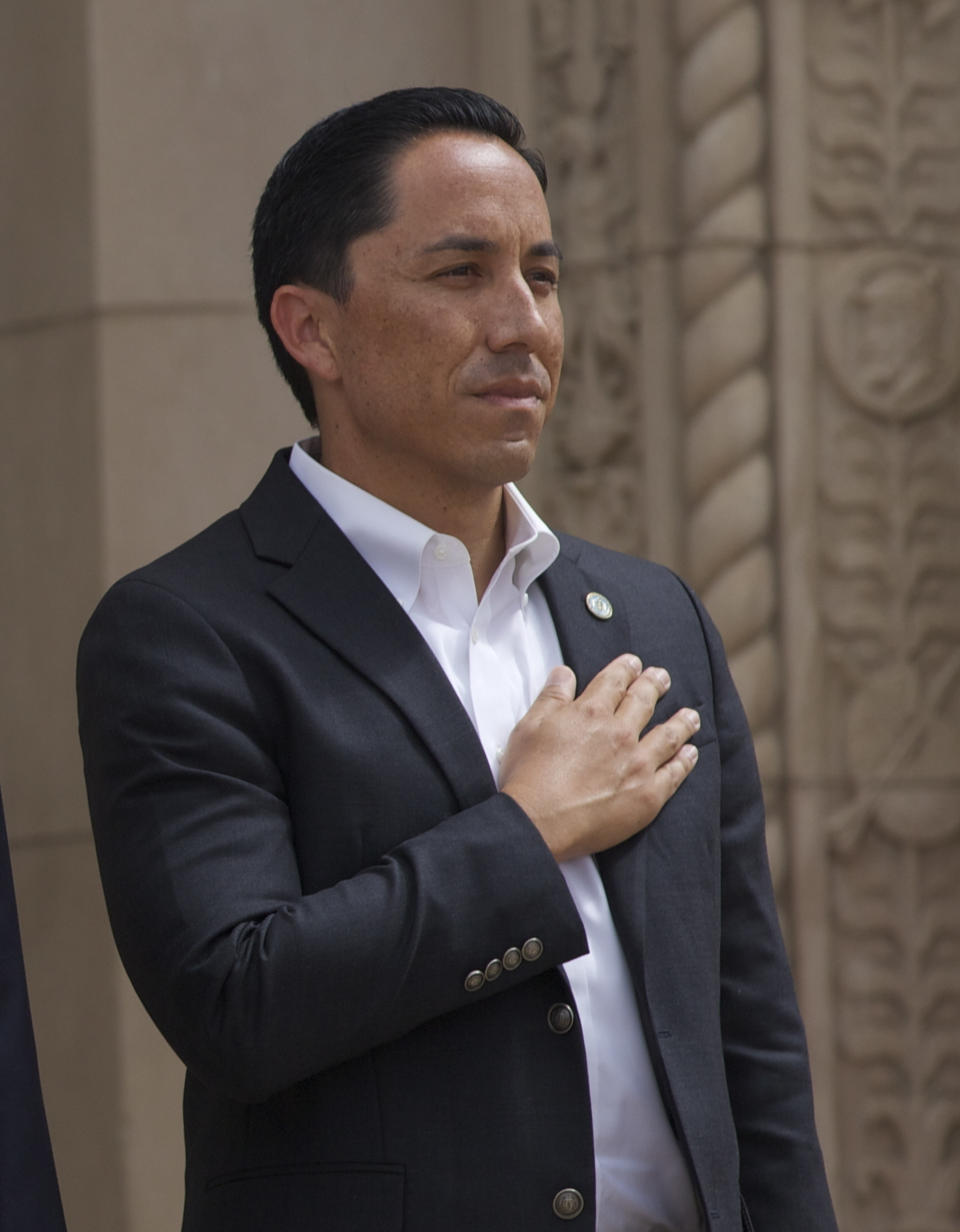
Тодд Глория на столетней годовщине Бальбоа-парк, 2015 год

7 апреля 2015 года Глория объявил о намерении баллотироваться в 2016 году на место в Ассамблее штата Калифорния по 78-му округу, который занимала спикер Ассамблеи Тони Аткинс, чей срок полномочий заканчивался. Глория получил немедленную поддержку как от Аткинс, так и от Сары Бут, которая ранее объявила о своей кандидатуре на место Аткинс, но сняла её после объявления Глория. Во время своей предвыборной кампании в Ассамблею штата Глория продвигал городской план действий по борьбе с изменением климата. 8 ноября 2016 года Глория был легко избран, одержав победу над своим малоизвестным республиканским оппонентом с вторым по величине перевесом в округе Сан-Диего. Он также был легко переизбран в 2018 году, получив более 70 процентов голосов как на праймериз, так и на всеобщих выборах.
Вскоре после вступления в должность в 2016 году Глория быа избран спикером Энтони Рендоном для участия в демократическом руководстве Ассамблеи в качестве помощника организатора фракции большинства. В январе 2018 года он стал организатором фракции большинства.

### Мэр Сан-Диего

#### Кампания
Глория объявил о своём выдвижении на пост мэра Сан-Диего 9 января 2019 года. Кампания Глория была сосредоточена на таких вопросах, как жилищный кризис, доступность жилья, общественный транспорт и изменение климата. Глория получил поддержку от нескольких политиков, включая губернатора Гэвина Ньюсома, бывшего губернатора Джерри Брауна и прокурора города Сан-Диего Мару Эллиотт.
20 августа 2019 года Глория получил поддержку Демократической партии округа Сан-Диего, что позволило партии тратить деньги на его избирательную кампанию. Глория набрал 70% голосов, превысив необходимые 60% для победы. Его соперники по Демократической партии, Барбара Брай и Таша Уильямсон, получили 14% и 3% голосов соответственно.
В августе 2019 года Глория был обвинён в сборе средств на свою избирательную кампанию по переизбранию в Ассамблеию штата в 2020 году до официального объявления о намерении баллотироваться, что нарушает законодательство штата. Глория утверждал, что это было технической ошибкой, и на следующий день подал соответствующие документы.
Поскольку должность мэра в Сан-Диего была «назначена избирателями», Глория и Брай вышли на всеобщие выборы в качестве двух лучших кандидатов на праймериз. 3 ноября он был избран мэром, войдя в историю как первый коренной американец и первый американец филиппинского происхождения, занявший эту должность в американском городе с населением более миллиона человек. Он также стал первым цветным мэром Сан-Диего и его первым открытым мэром-геем. Глория был приведён к присяге 10 декабря 2020 года.

### Пребывание в должности

#### Инфраструктура
Для оживления городской инфраструктуры Глория предложил бюджет на 2023 финансовый год под названием «Готовы к восстановлению». Общий объём бюджета составил чуть менее 5 миллиардов долларов. В рамках этого бюджета были увеличены ассигнования на содержание улиц на 27,6 миллиона долларов, на парки и рекреационные услуги — на 4,3 миллиона долларов, а также выделено 55,8 миллиона долларов из средств, предоставленных городу в рамках Закона о плане спасения Америки (англ. American Rescue Plan Act), на следующий финансовый год. В рамках бюджетных инициатив реализуется несколько проектов, поддерживающих Программу капитальных улучшений Сан-Диего (CIP), направленную на ремонт городской инфраструктуры. Программа CIP представляет собой план по улучшению капитала и инфраструктуры Сан-Диего на протяжении нескольких лет. Эти проекты сосредоточены на объектах, предоставляющих важные услуги жителям Сан-Диего, таких как пожарные станции, библиотеки и парки.

#### Общественная безопасность

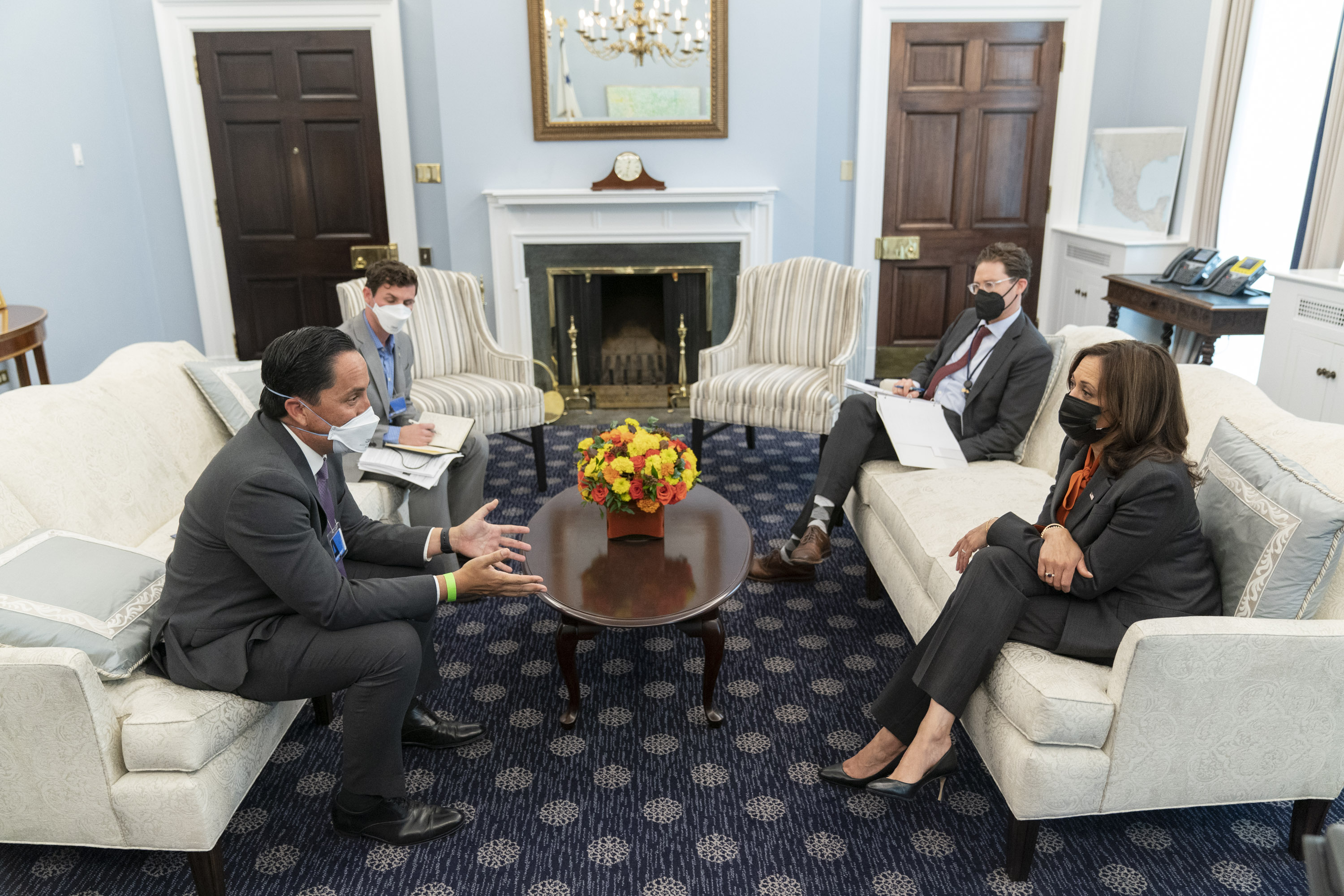
Глория (слева спереди) встречается с вице-президентом Камалой Харрис (справа спереди), 2021 год

В 2021 году Глория предложил реформы в области полиции и общественной безопасности в Сан-Диего, многие из которых были разработаны в ответ на требования граждан города. Одним из пунктов реформы было обещание Глория обеспечить адекватное финансирование Комиссии по полицейской практике (CPP), независимой организации, отвечающей за надзор и расследование инцидентов с участием полиции Сан-Диего. В предложении также содержался пункт, призывающий полицию Сан-Диего воздерживаться от использования оружия военного уровня, если это не является абсолютно необходимым. Однако к середине 2024 года некоторые из предложенных реформ так и не были реализованы. Например, город до сих пор не принял постановление, регулирующее создание Комиссии по полицейской практике, и новые процедуры обучения полицейских Сан-Диего по вопросам неосознанной и скрытой предвзятости всё ещё не разработаны.

#### Бездомность и жилищный вопрос
В 2023 году Сан-Диего выдал больше разрешений на строительство жилья, чем за несколько десятилетий, почти удвоив количество выданных разрешений по сравнению с 2022 годом. Увеличение предложения жилья последовало за реформами в жилищной сфере, которые упростили процесс строительства жилья.
Будучи мэром, Глория неоднократно называл борьбу с бездомностью одним из своих главных приоритетов. За время его пребывания на посту в Сан-Диего были добавлены сотни мест для бездомных, но также зафиксирован рекордный рост числа бездомных в центре города и рекордное увеличение количества смертей среди бездомных.
Во время своей кампании Глория предложил использовать жилье с комплексными услугами, сделав временные приюты доступными только для первичной медицинской помощи, и заменив временные приюты на постоянное жилье для нуждающихся.
В 2021 году Глория предложил бюджет на финансовый год в размере около 10 миллионов долларов на решение проблем бездомности и жилья в Сан-Диего, подчеркнув «сострадательный, ориентированный на человека подход». Бюджет предусматривает создание нового департамента под названием «Стратегии и решения по вопросам бездомности». Большая часть предложенных инвестиций будет направлена на создание временных мест в приютах. Также предлагается выделить 1 миллион долларов на финансирование программы координированного уличного охвата бездомных (англ. People Assisting the Homeless Coordinated Street Outreach Program). Эта программа использует «ориентированный на человека, основанный на соседстве подход» для установления доверия с бездомными и предоставления им жилья и услуг. Благодаря предложению финансирование получат программы быстрого предоставления жилья в городе, которые смогут помочь еще 100 домохозяйствам и предоставить помощь в аренде.
В конце июня 2023 года мэр Сан-Диего Тодд Глория подписал «Ордонанс о небезопасном кемпинге» после его принятия городским советом Сан-Диего 5 против 4 голосов. Закон запрещает установку палаток во всех общественных местах Сан-Диего, если есть свободные места в приютах, и полностью запрещает кемпинг в парках, каньонах, рядом со школами, транспортными узлами и приютами для бездомных. Глория обосновал закон необходимостью «последствий за незаконное поведение в городе». Он отметил, что город расширил программы предоставления жилья. Также мэр заявил о своем желании избежать впечатления, что «в Сан-Диего легко быть бездомным и употреблять наркотики в моём городе». Однако представитель Жилищной комиссии Сан-Диего сообщил, что все городские приюты заполняются к середине дня, и большинство людей, направленных в приюты полицией и другими органами власти, не получают там места. По данным на июнь 2023 года, менее трети направленных в приюты были размещены. Некоторые представители бездомного населения города сообщили о вытеснении полицией при отсутствии свободных мест в приютах. Один из полицейских высказал мнение, что новый закон не способствует решению проблемы и «ничего не меняет».
Несмотря на эти усилия, поиск доступного жилья в Сан-Диего остаётся сложной задачей. В 2023 году почти 60% домов в Сан-Диего имели цену предложения, превышающую 1 миллион долларов. Средняя цена на дом в городе составляет 910 000 долларов, что делает его четвёртым по дороговизне среди 30 крупнейших городов США. Средняя ежемесячная арендная плата в Сан-Диего выросла до 3175 долларов, заняв третье место в стране, всего на 7 долларов меньше, чем в Сан-Франциско.
4 апреля 2024 года Глория объявил о предварительном соглашении об аренде на 35 лет для преобразования коммерческого здания площадью 65 000 квадратных футов на бульваре Кеттнер и улице Вайн в Мидлтауне в крупнейший постоянный приют для бездомных в городе. Приют, получивший название «Hope @ Vine», должен был добавить 1000 коек в городскую систему, а долгосрочная аренда обеспечила бы городу долгосрочный доступ к этим койкам. 17 июля 2024 года мэр объявил о предварительном соглашении между городом и владельцем недвижимости. Аренда была рассчитана на 30 лет по ставке 1,95 доллара за квадратный фут с ежегодным увеличением на 3,5% и оценочными затратами в 12,5 миллионов долларов на техническое обслуживание объекта в течение всего срока аренды. Однако независимый бюджетный аналитик Сан-Диего (IBA) призвал к осторожности, поскольку, согласно предложенному плану, стоимость аренды приюта была бы выше рыночной и составила бы 72 миллиона долларов за 30-летний срок аренды. Городской совет Сан-Диего всё ещё должен был рассмотреть и проголосовать по согласованной аренде на своём заседании 22 июля 2024 года, где они проголосовали 7 против 2 за продолжение обсуждения на следующей неделе. Однако Глория отложил заседание совета до сентября, заявив, что он будет работать с канцелярией городского прокурора для учёта замечаний городского совета и созвать рабочую группу для разработки проекта и предварительных планов эксплуатации.

## Личная жизнь
Глория живёт в Даунтауне Сан-Диего вместо со своим партнёром, Адамом Смитом. У них есть собака по кличке Диего.